# Binsalm
Die Binsalm ist eine 211 ha große Alm im Karwendel auf 1500 m ü. A. Höhe nördlich der Lamsenspitze im Gemeindegebiet von Vomp im Bezirk Schwaz in Tirol. Die privat betriebene Almhütte ist jahreszeitabhängig bewirtschaftet. Neben der Landwirtschaft wird Restauration sowie ein kleiner Beherbergungsbetrieb betrieben. Da es keinen Stromanschluss gibt, werden zwei kleine Wasserkraftwerke betrieben.

## Aufstiege
- von Nordwesten über Eng per MTB oder zu Fuß, ca. 45 Minuten